# Jandaia do Sul (ort)
Jandaia do Sul är en ort i Brasilien.   Den ligger i kommunen Jandaia do Sul och delstaten Paraná, i den södra delen av landet, 900 km söder om huvudstaden Brasília. Jandaia do Sul ligger 814 meter över havet och antalet invånare är 17 507.
Terrängen runt Jandaia do Sul är platt åt sydost, men åt nordväst är den kuperad. Jandaia do Sul ligger uppe på en höjd. Runt Jandaia do Sul är det ganska glesbefolkat, med 42 invånare per kvadratkilometer.. Närmaste större samhälle är Apucarana, 19,4 km öster om Jandaia do Sul.
Omgivningarna runt Jandaia do Sul är en mosaik av jordbruksmark och naturlig växtlighet.